# Kamienica Pod Wieszczami w Białej Podlaskiej
Kamienica Pod Wieszczami – kamienica znajdująca się w Białej Podlaskiej pod adresem ul. Narutowicza 8. Budynek został ukończony w 1898 roku na polecenie Franciszka Rosińskiego, właściciela majątku Klonowica, jednakże w ozdobnych kartuszach na osi listwowania otworów okiennych w części parterowej znajdują się inicjały architekta budynku Karola Iwanickiego, co mogłoby sugerować, że to on był pierwszym właścicielem budynku.

## Architektura
Kamienica jest piętrowym domem czynszowym w stylu neorenesansu francuskiego. Fasada wykonana jest z czerwonej cegły wraz z białymi detalami kamiennymi. Między piętrami ciągnie się szeroki ozdobny fryz, który dzieli także pionowe belkowanie budynku. Przy ściętym narożniku znajdują się dwa popiersia wieszczów narodowych Adama Mickiewicza oraz Juliusza Słowackiego, od których kamienica wzięła swą nazwę. Całość fasady zamyka sztukateryjny gzyms, cały budynek zwieńczony jest wieżyczką z hełmem. 
W 2017 roku został oddany na północnej ścianie budynku mural upamiętniający Podlaską Wytwórnię Samolotów.

## Galeria

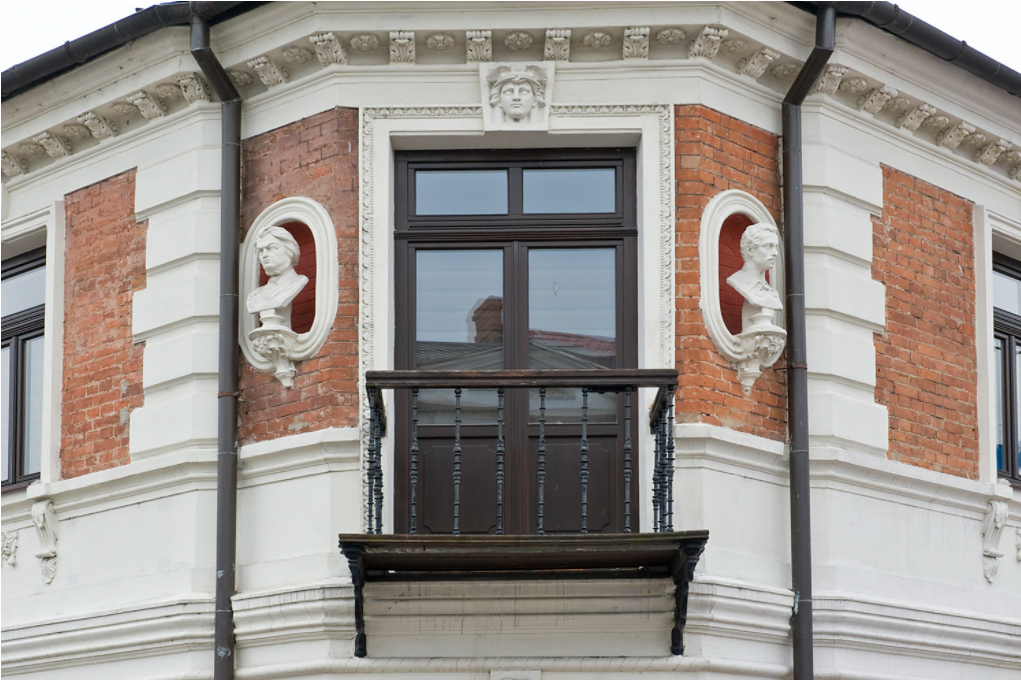
Popiersia Adama Mickiewicza oraz Juliusza Słowackiego
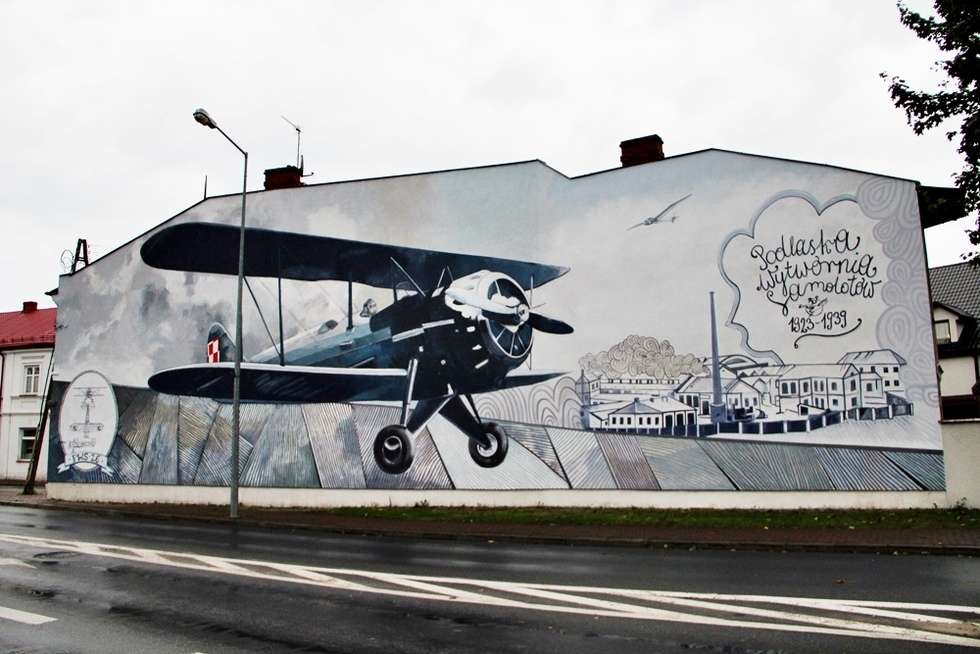
Mural na północnej ścianie upamiętniający Podlaską Wytwórnię Samolotów.